# Find Me Falling
Find Me Falling és una pel·lícula de comèdia romàntica del 2024 escrita i dirigida per Stelana Kliris. És protagonitzada per Harry Connick Jr. com una estrella de rock estatunidenca que es pren un descans de la seva carrera per viure en una casa remota prop d'un penya-segat de Xipre, que descobreix que és un lloc propici per a suïcidis. El repartiment també inclou Agni Scott, Ali Fumiko Whitney i Clarence Smith.
La pel·lícula es va estrenar per Netflix el 19 de juliol de 2024, amb subtítols en català. Va rebre crítiques en diversos sentits.
La pel·lícula tenia el títol provisional de The Islander. El rodatge va tenir lloc a Xipre de maig a novembre de 2022, concretament a Pegeia i Nicòsia.